# Groupe WBL 707
Un catalogue de 732 groupes de galaxies rapprochés et pauvres en membres a été publié en mai 1999 par Richard A. White et ses collègues. La désignation employée pour les groupes de ce catalogue commence par les trois initiales W, B & L, communes aux noms des sept personnes auteurs de cet article, dans cet ordre, suivies d'un numéro de groupe allant de 1 à 732.
L'identification des galaxies est malheureusement toujours absente. Cependant, la base de données NASA/IPAC permet souvent cette identification en entrant une requête du type WBL 703-x.
Le catalogue indique aussi les coordonnées du groupe et le nombre de membres de celui-ci. Le groupe WBL 703 est situé dans la constellation de Pégase et il comprend au moins quatre glaxies. La distance moyenne entre ce groupe et la Voie lactée est d'environ 180 Mpc (∼587 millions d'al).

## Membres
Le tableau ci-dessous liste les quatre galaxies du groupe WBL 703. 
| Nom                       | Classification | Type         | α (J2000.0)      | δ (J2000.0)     | Vitesse radiale (km/s) | Magnitude apparente | Distance (Mpc)   | Dimension (kal) |
| ------------------------- | -------------- | ------------ | ---------------- | --------------- | ---------------------- | ------------------- | ---------------- | --------------- |
| NGC 7572 (WBL 703-02)     | S0/a           | Lenticulaire | 23h 16m 50.3555s | 18° 28′ 59.097″ | 13 067 ± 26 km/s       | 14,4                | 187,4 ± 13,1 Mpc | 190             |
| CGCG 454-020 (WBL 703-01) | ?              | ?            | 23h 16m 45.1324s | 18° 24′ 44.119″ | 11 860 ± 18 km/s       | -20.49              | 169,6 ± 12,0 Mpc | 176             |
| KUG 2314+181 (WBL 703-03) | ?              | Spiral       | 23h 17m 21.4819s | 18° 25′ 25.100″ | 13 237 ± 13 237 km/s   | -21.40              | 189,9 ± 13,3 Mpc | 117             |
| CGCG 454-028 (WBL 703-04) | ?              | ?            | 23h 17m 40.2970s | 18° 24′ 37.234″ | 12 170 ± 23 km/s       | -20.55              | 189,9 ± 13,3 Mpc | 223             |

Le site DeepskyLog permet de trouver aisément les constellations des galaxies mentionnées dans ce tableau ou si elles ne s'y trouvent pas, l'outil du site constellation permet de le faire à l'aide des coordonnées de la galaxie. Sauf indication contraire, les données proviennent du site NASA/IPAC.